# 石山裕雅
石山 裕雅（いしやま ひろまさ）は、日本の伝統芸能伝承者、里神楽伝承者・横笛奏者。埼玉県新座市出身・在住。

## 人物・来歴
4世紀・10代にわたり、新座市内外の神社で神楽の奉納を行ってきた石山家に生まれる。幼年より8世石山政雄、9世石山大隅の指導を受け、10世家元を継承する。重要無形民俗文化財の江戸の里神楽を継承する「若山社中」丸謙次郎および能楽観世流シテ方遠藤喜久に師事。
石山の舞う神楽は、武州里神楽と呼ばれ、新座市の無形文化財となっている。なお、武州里神楽の無形文化財指定は1967年であり、石山が誕生する数年前の出来事である。

## 作品集

### CD
- 『笛の季節』
- 『和を以て』

### 映像
- 『蒼天の記1・2・3』
- 『KAGURA再見1・2』
- 『和魂1・2』
- 『石山裕雅の会1・2』